# Resolutie 1526 Veiligheidsraad Verenigde Naties
Resolutie 1526 van de Veiligheidsraad van de Verenigde Naties werd op 30 januari 2004 unaniem door de VN-Veiligheidsraad aangenomen.

## Inhoud

### Waarnemingen
De Veiligheidsraad herinnerde aan de eerdere resoluties 1373 (1999), 1333 (2000), 1363 (2001), 1373 (2001), 1390 (2002), 1452 (2002) en 1455 (2003).
Alle lidstaten waren verplicht om resolutie 1373 uit te voeren, ook in verband met de Taliban en Al Qaida, en individuele hieraan gelieerde personen, groepen, ondernemingen en entiteiten. Het terrorisme en het hieraan verbonden gevaar voor de internationale vrede en veiligheid moesten met alle mogelijke middelen bestreden worden, overeenkomstig het Handvest van de Verenigde Naties en de internationale wetgeving.

### Handelingen
De Veiligheidsraad herhaalde zijn veroordeling van het Al-Qaida-netwerk en hieraan verbonden terroristische groeperingen, en van terroristische daden in het algemeen. De tegen Osama bin Laden, de Taliban, Al Qaida en verwante groepen genomen maatregelen werden versterkt doordat aan alle landen werd gevraagd:
a. Alle fondsen en middelen van deze groepen onverwijld te bevriezen;
b. Ze uit van hun grondgebied te weren, tenzij noodzakelijk voor een juridische procedure;
c. Te voorkomen dat er wapens aan deze groepen verkocht werden;
Deze maatregelen zouden na achttien maanden, of eerder indien nodig, opnieuw verbeterd worden. Ook het comité dat toezag op de uitvoering van de maatregelen werd versterkt en aan alle landen werd gevraagd om met dat comité mee te werken. Er werd ook een waarnemingsgroep opgericht die het comité moest helpen informatie vergaren en verwerken.

## Verwante resoluties
- Resolutie 1465 Veiligheidsraad Verenigde Naties (2003)
- Resolutie 1516 Veiligheidsraad Verenigde Naties
- Resolutie 1530 Veiligheidsraad Verenigde Naties
- Resolutie 1535 Veiligheidsraad Verenigde Naties

Lijst ·  1522 ·  1523 ·  1524 ·  1525 ·  1526 ·  1527 ·  1528 ·  1529 ·  1530 ·  1531 ·  1532 ·  1533 ·  1534 ·  1535 ·  1536 ·  1537 ·  1538 ·  1539 ·  1540 ·  1541 ·  1542 ·  1543 ·  1544 ·  1545 ·  1546 ·  1547 ·  1548 ·  1549 ·  1550 ·  1551 ·  1552 ·  1553 ·  1554 ·  1555 ·  1556 ·  1557 ·  1558 ·  1559 ·  1560 ·  1561 ·  1562 ·  1563 ·  1564 ·  1565 ·  1566 ·  1567 ·  1568 ·  1569 ·  1570 ·  1571 ·  1572 ·  1573 ·  1574 ·  1575 ·  1576 ·  1577 ·  1578 ·  1579 ·  1580